# 3854 George
A 3854 George (ideiglenes jelöléssel 1983 EA) egy marsközeli kisbolygó. Carolyn Shoemaker fedezte fel 1983. március 13-án.